# Nicolas Lorgue
Nicolas Lorgue (mort el 1284) fou Mestre de l'Hospital entre 1277 i l'any de la seva mort.